# (9468) Brewer
(9468) Brewer (1998 LT2) – planetoida z grupy pasa głównego asteroid okrążająca Słońce w ciągu 3,54 lat w średniej odległości 2,32 j.a. Odkryta 1 czerwca 1998 roku.